# 北野誠の深夜の雑談
『北野誠の深夜の雑談』（きたのまことのしんやのざつだん）は、2020年10月12日から放送されているCBCラジオのトーク番組。

## 概要
2020年9月末で放送休止となった『誠と拓海はディナーのあとで』の代替番組。CBCラジオで日曜深夜に放送される北野誠出演の番組としては、『おっ三ラジオ』、『誠と拓海はディナーのあとで』に続いて3本目である。
放送終了1週間後（radikoタイムフリー終了後）に、北野誠出演の昼のワイド番組『北野誠のズバリ』の公式YouTubeチャンネルにて、当番組のアーカイブ配信を行っている。

### 放送時間
- 原則、毎月第2月曜日（番組表表記上の日曜日深夜）1時00分 - 2時00分[2]。
  - 当番組内では、放送タイミングは「不定期」とアナウンスしており、月ごとに『北野誠のズバリ』内で次回放送日を告知するとしている。
  - 第3回は2020年12月31日（木曜日、番組表表記上の水曜日深夜）0時00分 - 1時00分に放送された。

### パーソナリティ
- 北野誠

## ゲスト
- 山浦ひさし（2020年10月12日、2021年4月11日）
- 松原美穂、松原タニシ（2020年11月9日）[3]
- 河原崎辰也、松原タニシ（2020年12月31日、2021年11月14日）[4]
- ジェイムス・ヘイブンス（2021年3月15日）
- 酒井直斗・工作太朗（2021年5月9日）
- 戸井康成（2021年6月13日）
- 松原タニシ（2021年7月11日、2022年7月10日）
- 本田剛文・吉原雅斗（BOYS AND MEN、2021年8月8日）
- 若狭敬一（2021年9月12日）
- 大前りょうすけ（2021年10月10日）
- 玉袋筋太郎（2021年12月12日）
- 水道橋博士（2022年1月9日）
- 大前りょうすけ・町田こーすけ（2022年2月13日）
- 大川豊（2022年4月10日）
- 松原タニシ・酒井直斗（2022年5月8日）
- 丸山ゴンザレス・村田らむ（2022年6月12日）
- 角田龍平（2022年9月11日）